# Broń gazodynamiczna

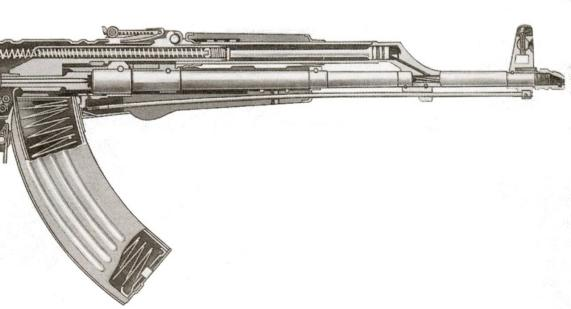
Przykład budowy broni gazodynamicznej – karabinek automatyczny AKM

Broń gazodynamiczna – rodzaj broni samoczynnej i samoczynno-samopowtarzalnej, w której do napędu automatyki jest wykorzystywana wyłącznie energia gazów prochowych powstających w chwili strzału.
Broń gazodynamiczna dzieli się w zależności od sposobu wykorzystania energii gazów prochowych na:

## Broń działająca na zasadzie odrzutu
W broni tej, żeby uruchomić mechanizmy przeładowania wykorzystywana jest energia gazów prochowych, przekazywana na zamek w wyniku bezpośredniego oddziaływania łuski. Wartość kinetyczna zespołu odrzutowego uzależniona jest od wartości energii kinetycznej pocisku. Wyróżnia się tutaj:

### Broń działająca na zasadzie odrzutu zamka
Broń w której klasyczny proces ryglowania nie występuje tzn. w czasie strzału zamek nie jest trwale połączony z lufą. Po strzale na dno łuski działają gazy prochowe i pod ich wpływem wysuwa się ona z komory nabojowej, przemieszcza zamek nadając mu energię kinetyczną potrzebną do uruchomienia mechanizmów przeładowania. Żeby łuska nie została rozerwana nie może być wcześniej wysunięta poza grubościenne dno dopóki w lufie nie obniży się ciśnienie gazów prochowych do wartości wynikającej z wytrzymałości ścianek jej tułowia.

### Broń działająca na zasadzie odrzutu lufy

Broń gazodynamiczna

Broń w której energia gazów prochowych oddziałuje na zespół odrzutowy. Warunek bezpieczeństwa działania jej realizowany jest zaryglowaniem zamka z lufą w jej początkowym okresie odrzutu. Wyróżnia się tutaj broń z długim i krótkim odrzutem lufy biorąc pod uwagę zależność długości odrzutu lufy w stosunku do długości odrzutu zamka. 
W przypadku długiego odrzutu lufy lufa wraz z zamkiem przemieszcza się do tyłu na odległość równą drodze zamka. Z chwilą gdy zespół odrzutowy dochodzi w skrajne tylne położenie zamek zostaje utrzymany w pozycji otwartej, a pod wpływem własnej sprężyny powrotnej lufa wraca do poprzedniego położenia. Następuje wyciągnięcie i wyrzucenie łuski, a kolejny nabój przemieszczany jest na linię dosyłania. W końcowej fazie ruchu powrotnego lufy, zamek zostaje zwolniony i przesuwa się do przodu pod wpływem własnej sprężyny powrotnej przesuwając się do przodu dosyłając nabój do komory nabojowej. System ten był stosowany na początku XX wieku w pistoletach np. Frommer „Stop”, Frommer „Baby” (Austro-Węgry), Gabbet Fairfax „Mars” (Francja), karabinach np. A.G. wz. 1910 (Francja), Frommer wz. 1915 (Austro-Węgry), i karabinach maszynowych np. Chauchat wz. 1915 (Francja). Obecnie ma zastosowanie w broni artyleryjskiej, a zwłaszcza w armatach czołgowych i polowych np. D-44. 
W broni z krótkim odrzutem lufy odryglowanie zamka następuje w początkowej fazie odrzutu w wyniku zatrzymania lufy przemieszczającej się do tyłu na odległość nie przekraczającą długości naboju. Później lufa pod wpływem własnej sprężyny powrotnej wraca do przedniego położenia lub jest zatrzymana w tylnym położeniu oczekując powrotu zamka. Pod działaniem siły bezwładności zamek przesuwa się do tylnego skrajnego położenia wyciągając i wyrzucając łuskę, a następnie powraca do przedniego położenia wprowadzając kolejny nabój do komory nabojowej. Ze względu na sposób realizacji warunku niezawodności broni wyróżniamy tutaj systemy bez przyśpieszaczy oraz z przyśpieszaczami prędkości odrzutu zamka. Są to przyśpieszacze dźwigniowe, dźwigniowo-krzywkowe i krzywkowe, które stosuje się gdy zamek po odryglowaniu posiadając energię kinetyczną niewystarczającą do przeładowania broni i napięcia mechanizmów uderzeniowych. Był wykorzystany w pierwszej broni automatycznej – karabinie maszynowym Maxima z 1883, w karabinach Mannlichera wz. 1891 i 1901 oraz Mausera wz. 1896, 1902, 1906, Bayarda wz. 1908, 1910, Borchardta (Bergmana) i Parabellum (Luger) wz. 1900, 1904, 1908. Obecnie jest stosowany (bez przyśpieszaczy) w pistoletach np. TT (ZSRR), Browning HP wz. 1935 (Belgia), Walther P 1, P 5 i P 38 (niemcy), SIG-SAUER P 220, P 225, P 226 (Szwajcaria), Beretta Model 92 (Włochy), Colt M 1911, M 1911A1 (USA), VIS wz. 1935 (Polska), karabinach maszynowych np. MG-42, MG-1, MG-3 (Niemcy), wielkokalibrowych karabinach maszynowych np. M2HB Browning (USA), KPW (ZSRR) oraz mało i średniokalibrowych armatach przeciwlotniczych. Broń działająca na zasadzie odrzutu lufy ma posiada stosunkowo łagodne oddziaływanie siły odrzutu na strzelającego lub podstawę oraz ma nieco mniejszą celność ze względu na luz ruchomej lufy.

### Broń działająca na zasadzie odrzutu całej broni
Broń w której warunek bezpieczeństwa i niezawodności broni realizowany jest wynikiem ruchu zaryglowanej broni względem nieruchomego bezwładnika, uruchamiającego mechanizm ryglowy. Na początku XX wieku system ten znalazł zastosowanie w karabinie Mausera wz. 1913 i karabinie Sjoegrena. W obecnych czasach nie jest stosowany. 

## Broń działająca na zasadzie odprowadzania gazów z przestrzeni zapociskowej

Wykorzystanie energii gazów odprowadzanych przez otwór w przewodzie lufy

W tego typu broni do odryglowania zamka i uruchomienia mechanizmów przeładowania wykorzystuje się część gazów prochowych, które pobierane są z przestrzeni zapociskowej. Zależnie od miejsca pobierania gazów mamy systemy broni z odprowadzaniem gazów z części wylotowej lufy, z przewodu lufy i z dna komory nabojowej. Obecnie w większości broni stosuje się systemy z odprowadzaniem gazów z przewodu lufy przez boczny otwór znajdujący się w jej ściance. Zamek w niej jest ryglowany w pierwszej fazie wystrzału bezpośrednio z lufą lub za pośrednictwem komory zamkowej. Rozpoczęcie odryglowania zamka i działanie mechanizmów przeładowania następuje z chwilą minięcia przez pocisk otworu bocznego w lufie znajdującego się z góry albo z dołu lufy, w odległości równej ⅓ jej długości od wylotu. Podczas tej operacji część gazów prochowych z przestrzeni zapociskowej przedostając się bocznym otworem do komory gazowej i przez tłok oraz tłoczysko działa na suwadło z tłokiem gazowym lub cienką rurką odprowadzana jest do zamka wywierając nacisk na trzon zamkowy. Suwadło wykonuje ruch do tyłu pokonując opór sprężyny powrotnej i po pewnym odcinku drogi odryglowuje zamek. W dalszej fazie operacji łuska zostaje wyrzucona i następny nabój przesuwany jest na linię dosyłania. Napięta sprężyna powrotna po dojściu zespołu odrzutowego w skrajne tylne położenie wymusza powrót suwadła razem z zamkiem wprowadzając kolejny nabój do komory nabojowej. Tłok gazowy z tłoczyskiem po napędzie suwadła przemieścić się może do tyłu wraz z suwadłem na pewna odległość (tzw. długi ruch tłoka) lub po rozpędzeniu suwadła do niezbędnej prędkości zatrzymać się albo wrócić do położenia przedniego (tzw. krótki ruch tłoka). System w którym odprowadzanie gazów następowało przez boczny otwór w lufie był wykorzystany w pistolecie i sztucerze braci Clair z 1888 (Francja), karabinie Mannlichera wz. 1900 (Austro-Węgry), karabinie maszynowym Colt-Browning wz. 1895 (USA), St. Etienne wz. 1907, Hotchkiss wz. 1897, 1900, 1914, 1922, 1923 (Francja), Lewis wz. 1915 (Wielka Brytania). Obecnie ten system ma zastosowanie głównie w karabinkach np. AK-47, AKM, AK-74 (ZSRR), wz. 1988 "Tantal" (Polska), M-16 (USA), FNC NATO (Belgia), Steyr AUG (Austria), Galil (Izrael), SG 550 SiG (Szwajcaria); karabinach np. FN FAL (Belgia), M14 (USA), SWD (ZSRR), Galil (Izrael), SG 550 SiG (Szwajcaria); karabinach maszynowych np. SG 43, PK/PKS, PKM/PKMS (ZSRR), FN MAG (Belgia), M 60, M 62 (USA), L7A2 (Wielka Brytania); wielkokalibrowych karabinach maszynowych np. DSzK wz. 1938, DSzK wz. 1938/46, NSW (ZSRR), FN MILO (Belgia) oraz małokalibrowych armat przeciwlotniczych np. ZSU-23-4. Zaletą tak działającej broni jest prostota jej konstrukcji, duża niezawodność działania i możliwość regulacji siły ciśnienia działającej na tłok gazowy, natomiast wadą jest gwałtowny ruch odrzucanych części spowodowany krótkotrwałym działaniem gazów na tłok gazowy oraz tym, że w węzłach kanałów gazowych odkładają się osady prochowe.

## Broń działająca na zasadzie narzutu lufy
W tak działającej broni do uruchomienia mechanizmów przeładowania wykorzystywana jest energia kinetyczna lufy, która przemieszczając się do przodu względem komory zamkowej wskutek działającej siły tarcia jaka powstaje podczas strzału między przewodem lufy a pociskiem. Lufa zsuwa się w czasie ruchu do przodu z unieruchomionej przez wyciąg łuski umożliwiając jej wyrzucenie, a cofając się pod działaniem sprężyny powrotnej nasuwa na podany z magazynu amunicyjnego kolejny nabój. System ten miał zastosowanie w pistoletach np. Mannlicher wz. 1894, Schwarzlose wz. 1910 i karabinach np. Mannlicher wz. 1894. Nie przyjął się do uzbrojenia z uwagi na silne oddziaływanie odrzutu i małą niezawodność, dlatego w najnowszych rozwiązaniach broni lufowej nie jest stosowany.